# コジーン
コジーン（英：Cozzene、1980年5月8日 - 2008年10月7日）はアメリカ合衆国産まれの競走馬および種牡馬である。1985年ブリーダーズカップ・マイルの勝ち馬で、同年のエクリプス賞最優秀芝牡馬。種牡馬として1996年北米リーディングサイアーを獲得している。

## 戦績
1983年5月25日、ベルモントパーク競馬場で初出走し初勝利。ダートを9戦3勝後に芝へ転向した。芝転向2戦目の1984年ユナイテッドネイションズハンディキャップで2着。同年のブリーダーズカップ・マイルはロイヤルヒロインの3着に入った。
1985年に入り、オーシャンポートハンデキャップ（GIII) 、ロングフェローハンデキャップ（GII）を勝利。ブリーダーズカップ・マイル（GI）では1.35.0のレコードタイムで優勝。エクリプス賞最優秀芝牡馬に選出され、この年を最後に引退した。

## 種牡馬
1986年よりゲインズウェイファームで種牡馬入りし、アルファベットスープやティッカネンなど多くの活躍馬を輩出した。1996年に北米リーディングサイアー。日本ではアドマイヤコジーンやローブデコルテの父として紹介される。産駒は淀みの無い流れの中で持ち味が活き、マイル戦を中心に幅広い距離に対応した。
2008年、この年は38頭に種付けを済ませ、そのうち26頭の受胎が確認されており種牡馬として健在であったが、10月7日に健康状態悪化により28歳で安楽死処分となった。

## 代表産駒
- 1988年産
  - Star of Cozzene（アーリントンミリオンステークス、マンノウォーステークス）
  - Environment Friend（エクリプスステークス）
- 1991年産
  - Alphabet Soup（ブリーダーズカップ・クラシック）
  - Tikkanen（ブリーダーズカップ・ターフ、ターフクラシック招待ステークス）
- 1992年産
  - エイシンバーリン（デイリー杯クイーンカップ、アーリントンカップ、 京都牝馬特別、シルクロードステークス）
- 1996年産
  - アドマイヤコジーン（朝日杯3歳ステークス、安田記念、東京スポーツ杯3歳ステークス、東京新聞杯、阪急杯）
- 1997年産
  - Gaviola（ガーデンシティハンデキャップ）
- 1998年産
  - Mizzen Mast（マリブステークス）
  - Star Over the Bay（クレメント・L・ハーシュ記念ターフチャンピオンシップステークス）
  - ゴッドオブチャンス（京王杯スプリングカップ）
- 2000年産
  - シルクブラボー（デイリー杯2歳ステークス）
- 2004年産
  - ローブデコルテ（優駿牝馬）

### 母父としての代表産駒
- 1993年産
  - Pivotal（ナンソープステークス）
- 2000年産
  - Toccet（ハリウッドフューチュリティ、シャンペンステークス）
- 2001年産
  - Distant Way（イタリア共和国大統領賞2回）
- 2002年産
  - サンレイジャスパー（小倉記念）
- 2003年産
  - River's Prayer（プリンセスルーニーハンデキャップ）
- 2005年産
  - Tangerine Trees（アベイ・ド・ロンシャン賞）
- 2006年産
  - ブロードストリート（ローズステークス）
- 2008年産
  - サンレイデューク（東京ハイジャンプ、阪神スプリングジャンプ）
- 2009年産
  - エピセアローム（小倉2歳ステークス、セントウルステークス）
- 2011年産
  - イスラボニータ（東京スポーツ杯2歳ステークス、共同通信杯、皐月賞、セントライト記念、マイラーズカップ、阪神カップ）
  - Alpha Delphini（ナンソープステークス）
- 2013年産
  - Way To Paris（サンクルー大賞）
- 2017年産
  - Kimari（マディソンステークス）
  - キメラヴェリテ（北海道2歳優駿）
- 2020年産
  - アリスヴェリテ（マーメイドステークス）
- 2021年産
  - Iscreamuscream（デルマーオークス）

## 血統表
| コジーンの血統               | コジーンの血統                        | コジーンの血統    | （血統表の出典）  | （血統表の出典） |
| 父系                         | フォルティノ系                        | フォルティノ系    | フォルティノ系    | [ § 2 ]          |
| 父 Caro 1967 芦毛            | 父の父*フォルティノ Fortino 1959 芦毛 | Grey Sovereign    | Nasrullah         | Nasrullah        |
| 父 Caro 1967 芦毛            | 父の父*フォルティノ Fortino 1959 芦毛 | Grey Sovereign    | Kong              |                  |
| 父 Caro 1967 芦毛            | 父の父*フォルティノ Fortino 1959 芦毛 | Ranavalo          | Relic             | Relic            |
| 父 Caro 1967 芦毛            | 父の父*フォルティノ Fortino 1959 芦毛 | Ranavalo          | Navarra           |                  |
| 父 Caro 1967 芦毛            | 父の母Chambord 1955 栗毛              | Chamossaire       | Precipitation     | Precipitation    |
| 父 Caro 1967 芦毛            | 父の母Chambord 1955 栗毛              | Chamossaire       | Snowberry         |                  |
| 父 Caro 1967 芦毛            | 父の母Chambord 1955 栗毛              | Life Hill         | Solario           | Solario          |
| 父 Caro 1967 芦毛            | 父の母Chambord 1955 栗毛              | Life Hill         | Lady of the Snows |                  |
| 母 Ride the Trails 1971 鹿毛 | 母の父Prince John 1953 栗毛           | Princequillo      | Prince Rose       | Prince Rose      |
| 母 Ride the Trails 1971 鹿毛 | 母の父Prince John 1953 栗毛           | Princequillo      | Cosquilla         |                  |
| 母 Ride the Trails 1971 鹿毛 | 母の父Prince John 1953 栗毛           | Not Afraid        | Count Fleet       | Count Fleet      |
| 母 Ride the Trails 1971 鹿毛 | 母の父Prince John 1953 栗毛           | Not Afraid        | Banish Fear       |                  |
| 母 Ride the Trails 1971 鹿毛 | 母の母Wildwook 1965 鹿毛              | Sir Gaylord       | Turn-to           | Turn-to          |
| 母 Ride the Trails 1971 鹿毛 | 母の母Wildwook 1965 鹿毛              | Sir Gaylord       | Somethingroyal    |                  |
| 母 Ride the Trails 1971 鹿毛 | 母の母Wildwook 1965 鹿毛              | Blue Canoe        | Jet Pilot         | Jet Pilot        |
| 母 Ride the Trails 1971 鹿毛 | 母の母Wildwook 1965 鹿毛              | Blue Canoe        | Portage           |                  |
| 母系(F-No.)                  | (FN:4-m)                              | (FN:4-m)          | (FN:4-m)          | [ § 3 ]          |
| 5代内の近親交配              | PrincequilloM3×M5                     | PrincequilloM3×M5 | PrincequilloM3×M5 | [ § 4 ]          |
| 出典                         | 1. 2. 3. 4.                           | 1. 2. 3. 4.       | 1. 2. 3. 4.       | 1. 2. 3. 4.      |